# Степан Топал
Степа́н Миха́йлович То́пал (на гагаузки: Stepan Topal) е политик в съвременна Молдова, основоположник на гагаузкото национално движение, държавен глава на Гагаузия.

## Биография
Роден е в Румъния на 18 януари 1938 година. По професия е пътен инженер. Бил е член на Комунистическата партия на Молдавия.
От 1989 г. е деец и лидер на гагаузкото национално движение. Единствен председател е на Въррховния съвет на непризнатата Гагаузка съветска социалистическа република от 31 октомври 1990 г. На 1 декември 1991 г. е избран с 90 % от гласовете (при гласували 83 %) за президент на непризнатата Република Гагаузия. Остава (пак единствен) на поста до 19 юни 1995 г.
Ръководи от гагаузка страна процеса на мирна реинтеграция на Република Гагаузия в състава на Република Молдова, в резултат на което е сформировано Административно-териториалното образувание Гагаузия на мястото на провъзгласилата се за независима Република Гагаузия.
През юни 2010 года става съосновател на движението „Съвет на старейшините на Гагаузия“.
Награден е с Ордена на Република Молдова през 2017 г.